# Mediterráneo americano
El mar Mediterráneo Americano es un mar abierto del océano Atlántico que se compone del mar Caribe y el golfo de México. La región en conjunto también se denomina América mediterránea. Como su nombre indica, es el mar que separa Norteamérica y Sudamérica. 
El nombre se usa principalmente en el ámbito de la geopolítica. Aunque fue el naturalista y geógrafo Alexander von Humboldt quien acuñó el término en el siglo XIX, fue extendido en términos geopolíticos por los estrategas estadounidenses Alfred Mahan y Nicholas Spykman en el siglo XX para identificar a esta región, una de las que observa mayor potencial de crecimiento y un punto caliente de la economía y política mundiales, especialmente tras la inauguración del Canal de Panamá, en 1914. Paradójicamente, es una de las regiones del mundo que más sufre la pobreza.
También en analogía al mar Mediterráneo que separa Europa de África, es el denominado «mediterráneo asiático» o de la China Meridional, con intenciones similares.

## Países
Los países (y dependencias) con costas bañadas por el mar Mediterráneo incluyen:
- Antigua y Barbuda
- Bahamas
- Barbados
- Belice
- Islas Caimán
- Caribe Neerlandés
- Colombia
- Costa Rica
- Cuba
- Dominica
- Curazao
- Estados Unidos
- Granada
- Guadalupe
- Guatemala
- Haití
- Honduras
- Jamaica
- México
- Montserrat
- Nicaragua
- Panamá
- Puerto Rico
- República Dominicana
- San Cristóbal y Nieves
- San Vicente y las Granadinas
- Santa Lucía
- San Vicente y las Granadinas
- Trinidad y Tobago
- Venezuela
- Anguila (Reino Unido)
- Aruba (Países Bajos)
- Curazao (Países Bajos)
- San Martín (Francia)
- Martinica (Francia)
- San Martín (Países Bajos)
- Islas Turcas y Caicos (Reino Unido)
- Islas Vírgenes Británicas (Reino Unido)
- Islas Vírgenes de los Estados Unidos

Nota: Aunque no tienen costa directa en el mar Caribe, Spykman también incluye a las Guayanas, ya que en sus palabras, «la frontera sur [del área de influencia estadounidense] se encuentra en el Amazonas».

## Geopolítica del Mediterráneo Americano
Otrora fue la región más rica de América, hasta que la hegemonía colonial española fue desbancada por la de los Estados Unidos en el siglo XIX. La historia reciente de las civilizaciones del Mediterráneo americano ha estado marcada por una intervención política estadounidense de carácter imperialista. Estados Unidos, que fue excluido del reparto de África, percibió el Mediterráneo americano (y el Pacífico) como su propia área de influencia, en muchos casos promoviendo golpes de estado, deponiendo gobiernos e incluso ocupando otros países.